# Angle interior

Un triangle té tres angles interiors, marcats en la figura com α, β i γ.

En geometria, un angle interior o angle intern és un angle format per dos costats d'un polígon que comparteixen un extrem comú i que està contingut dins del polígon. Un polígon simple té exactament un angle intern per cada vèrtex i està situat del costat lloc de al polígon. Si tots els angles interiors d'un polígon mesuren no més de 180 graus o {\displaystyle \pi } radiants, el polígon es classifica com polígon convex. Si tots els angles interiors d'un polígon convex són iguals i tots els seus costats tenen la mateixa longitud, el polígon és un polígon regular. En cas contrari el polígon és un polígon irregular. La suma dels angles interiors d'un polígon regular té un valor que depèn del nombre de costats del polígon i es manté constant per a qualsevol combinació de valors dels angles interns. El valor d'aquesta suma en graus pot conèixer aplicant la fórmula: 
{\displaystyle {\text{Suma dels angles interiors}}=\sum _{i=1}^{n}\alpha _{i}=180^{\circ }\cdot (n-2)}
on n és el nombre de costats del polígon.